# Voglherd (Grafing bei München)
Voglherd ist ein Stadtteil von Grafing bei München im oberbayerischen Landkreis Ebersberg. Der Weiler liegt circa vier Kilometer südöstlich von Grafing.